# 武昌北站
- 關於京广铁路上的编组站，請見「武汉北站」。
- 關於本站附近的武汉地铁车站，請見「徐家棚站」。

武昌北站，简称武北，又名徐家棚站，位于中国湖北省武汉市武昌区徐家棚街道境内，武九铁路武昌北环线上，拆除前客场中心位于该线K7+170处。武汉长江大桥通车前，本站曾为粤汉铁路的终点站，后随着铁路数次延伸成为了武九铁路上的一个中间站。本站已于2018年5月随武昌北环线废线而撤销。

## 历史

### 选址与初建
1896年7月，湖广总督张之洞奉诏修筑粤汉铁路，当时选定的终点站是位于武昌城南的鲇鱼套。尔后，汉粤川铁路会办兼总工程师詹天佑重新选择了站鲇鱼套以北“地面开阔，水流不急”的徐家棚，自此徐家棚成为粤汉铁路的终点站。
1900年时，因“武阳夏号为三镇，商埠仅限于汉口，且已为外国势力之范围”，为抗衡汉口的外国势力，张之洞认为作为粤汉铁路终点的徐家棚“必定为商务繁盛之中枢”，遂有武昌开埠之议。初步规划在徐家棚附近自开商埠，但是因各种原因未能成行。
|                                                 | 张氏以为武昌北门十里以外之河岸地方，已定为粤汉路起点，将来该地必为商务繁盛之中枢，遂奏准择地自开。按武昌北门外十里，即今徐家棚一带，为粤汉起点…… |
| ——周以让《武汉三镇之现在及其将来》（1924年3月） | |

1900年7月，粤汉铁路动工。但在修筑长沙至株洲一段后已经资金不足，湖南粤汉铁路公司虽然通过发行股票筹得831万银元，但仍入不敷支。因为资金及徵地问题，武昌段停工达7年。
1913年8月，粤汉铁路湘鄂段在鲇鱼套开工。1914年，本站落成，名称定为徐家棚站。1916年，民国政府重启武昌商埠计划，并在本站附近规划了路网。

### 通车运营
1918年9月16日，粤汉铁路湘鄂段竣工通车，自本站至长沙，全长365公里。

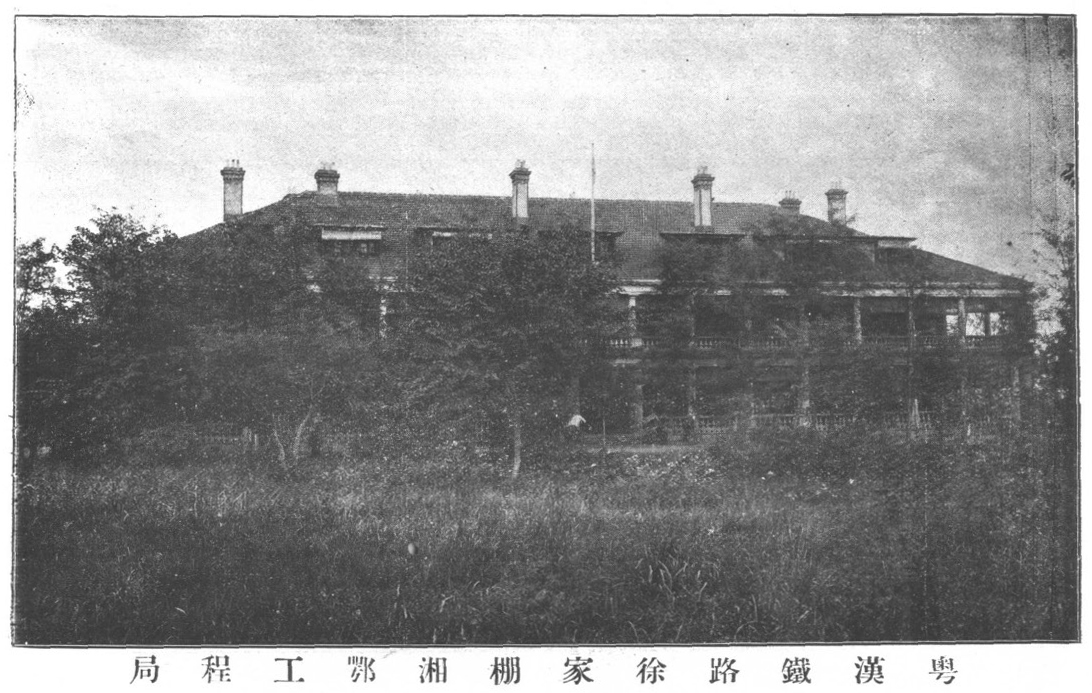
粵漢鐵路徐家棚湘鄂工程局

1921年4月8日，徐家棚码头的旅客轮渡通航。此前，京汉铁路已于1906年4月1日正式通车，故来往北方地区的乘客会从徐家棚站下车，乘船来往长江对岸汉口的粤汉码头与临近的京汉铁路江岸站，再转乘其他列车。10月6日，徐家棚机车处81名小工要求涨薪被开除。11日，机车处工人代表职工向铁路局致函反对不当解雇，次日条件被拒，于是837名工人全体罢工，粤汉铁路武昌至株洲段全线瘫痪。16日，北京总局及湖北督军答应其中12项条件，次日工会下令复工。1922年，徐家棚铁路工人再次发动罢工并取得胜利。
1924年，在武昌市政计划中，预计将徐家棚站开辟为粤汉铁路最大车站，并扩建鲇鱼套站及增建水运码头，形成以徐家棚为主、鲇鱼套为辅的水陆运输体系。同时，为拓宽江岸一带地面便于交通规划，又拟将粤汉线自紫金山（今北环线公正路桥南）起向沙湖内转进。

### 轮渡通航与日占时期

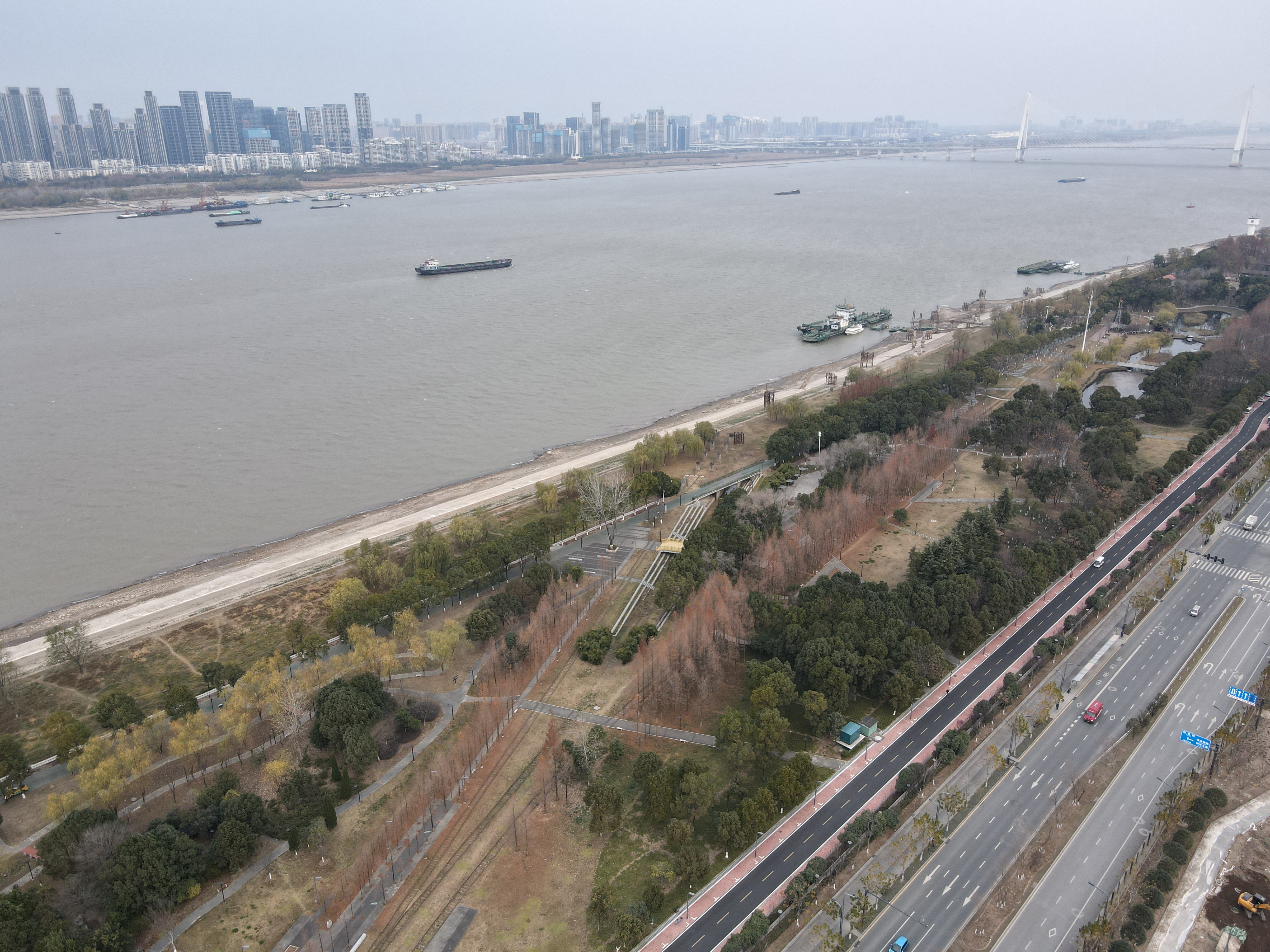
武昌北站战备码头旧址全景（2021年）

1936年9月1日，因铁路部门决定在宾阳门（大东门）另设车站称“武昌总站”，本站同时改名为“武昌东站”。
1937年3月10日，江岸站与本站的两座铁路轮渡码头通航，列车从此可以经由轮渡跨越长江，是中国历史上第二个铁路轮渡码头。然而1938年，日本侵略军进逼武汉，火车轮渡被迫停航，直至中国抗日战争结束后的1947年才重新开航。1949年，解放军兵临武汉，国民政府交通部本想依靠铁路轮渡将江北的物资转移至本站，但江岸站工人拆除了通往轮渡的道岔而未能实施。1949年5月17日上午，铁路工人开车迎接解放军，将其送至车站实施接管。

### 武汉铁路枢纽建设期

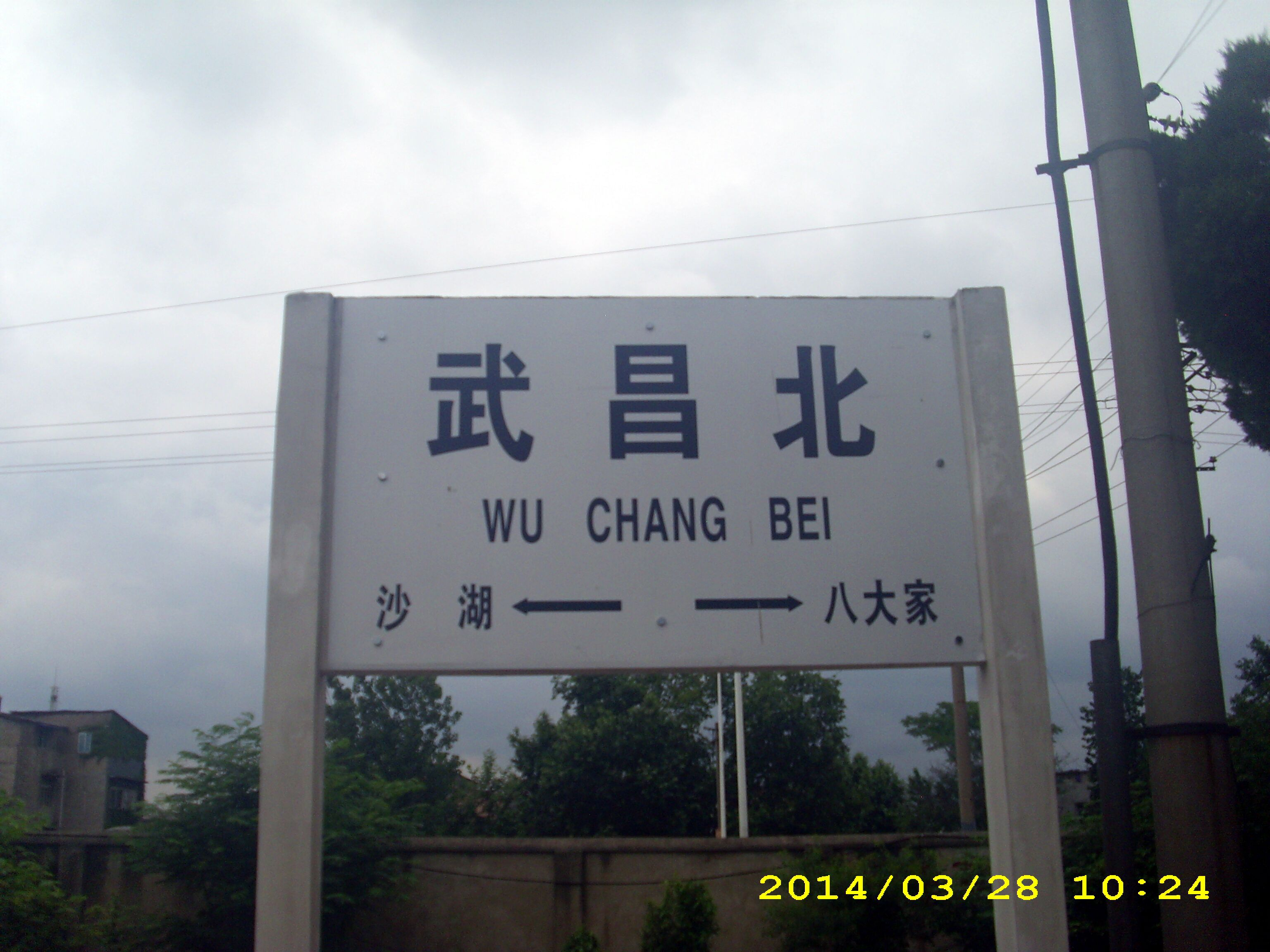
车站站牌

1950年8月1日，铁路部门将武昌总站更名为“武昌南站”，将本站改为“武昌总站”。
1957年10月15日，武汉长江大桥开通，京汉与粤汉两条铁路接轨，形成京广铁路，列车无需再通过铁路轮渡。同时，在原武昌南站以南百余米处建设的新站场更名为“武昌站”，旧站场变为武昌站货场。本站改名为“武昌北站”。由于武昌站在京广铁路正线上，未来逐渐承担起大部分的客运业务，成为了武昌地区的主要铁路客运站。
1958年10月15日，铁路轮渡停航，旧轮渡码头被整体裁撤归为战备使用，码头工作人员及“北京号”、“汉口号”、“上海号”等渡船被整体调往芜湖、南京。武昌北站与这段粤汉铁路旧线也随之冷清下来，只负责货运和编组任务。
1958年，作为中华人民共和国第一个五年计划的156项重点工程之一，武汉钢铁厂建成投产。为便于运输原料与产品，原终到徐家棚的线路被延长至该厂附近的武昌东站（时称徐青工业支线），并在随后进一步延长至湖北省黄石市的铁山站，与光绪十七年（1891年）张之洞主持修建的铁山运道相连，将大冶铁矿的优质铁矿石源源不断的运往武汉钢铁厂。自此，武昌北站由尽头站转变为了武大铁路上的一个中间站。
1990年10月10日，大冶站至江西省九江市南浔铁路沙河街站的大沙铁路通车，与武大铁路合称武九铁路。武昌北站也随之成为武九铁路上的一个车站，武昌至九江、上海等方向的旅客列车在本站停靠办客。

### 衰落与一度启用

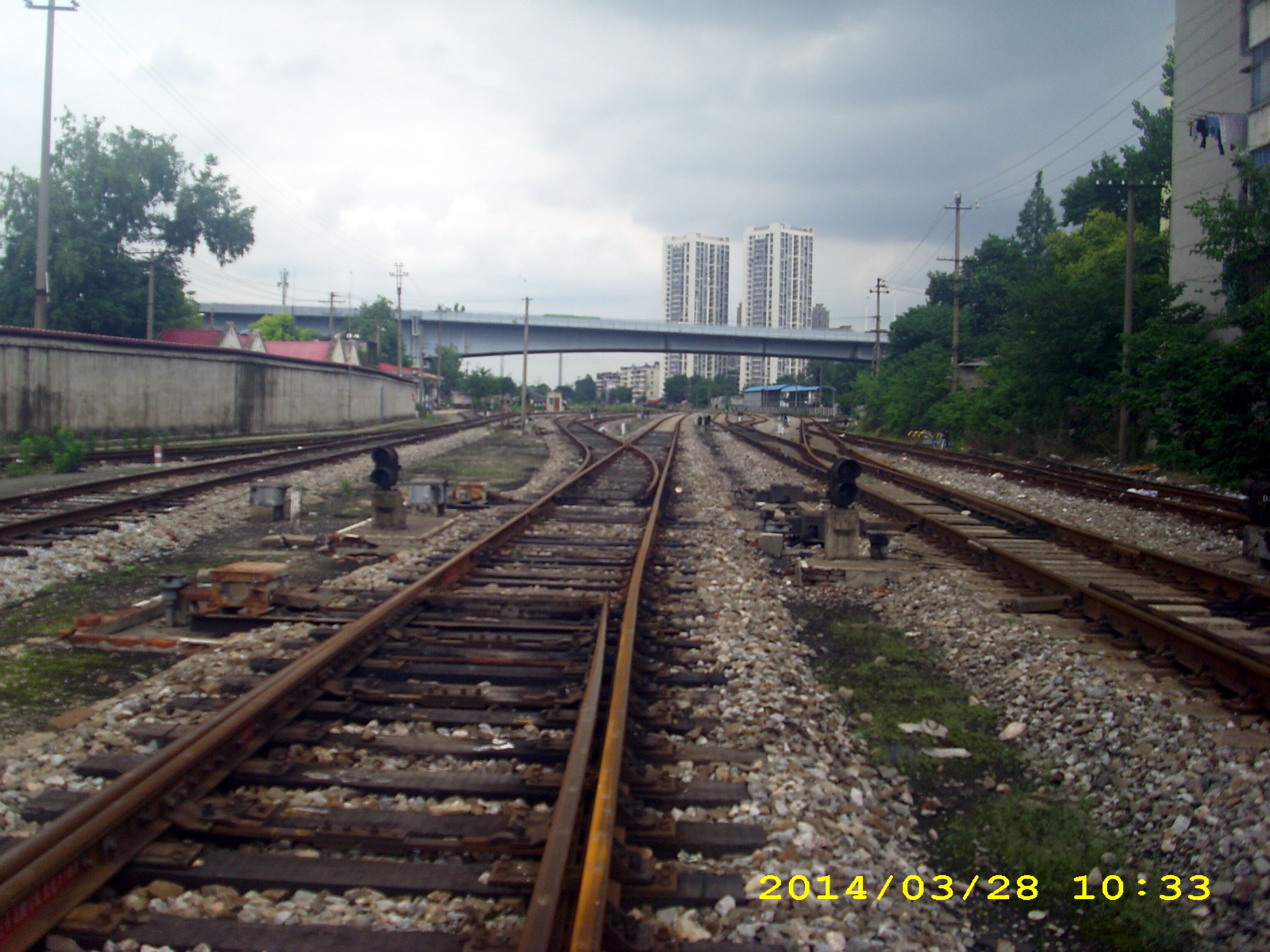
武北客场望编组场

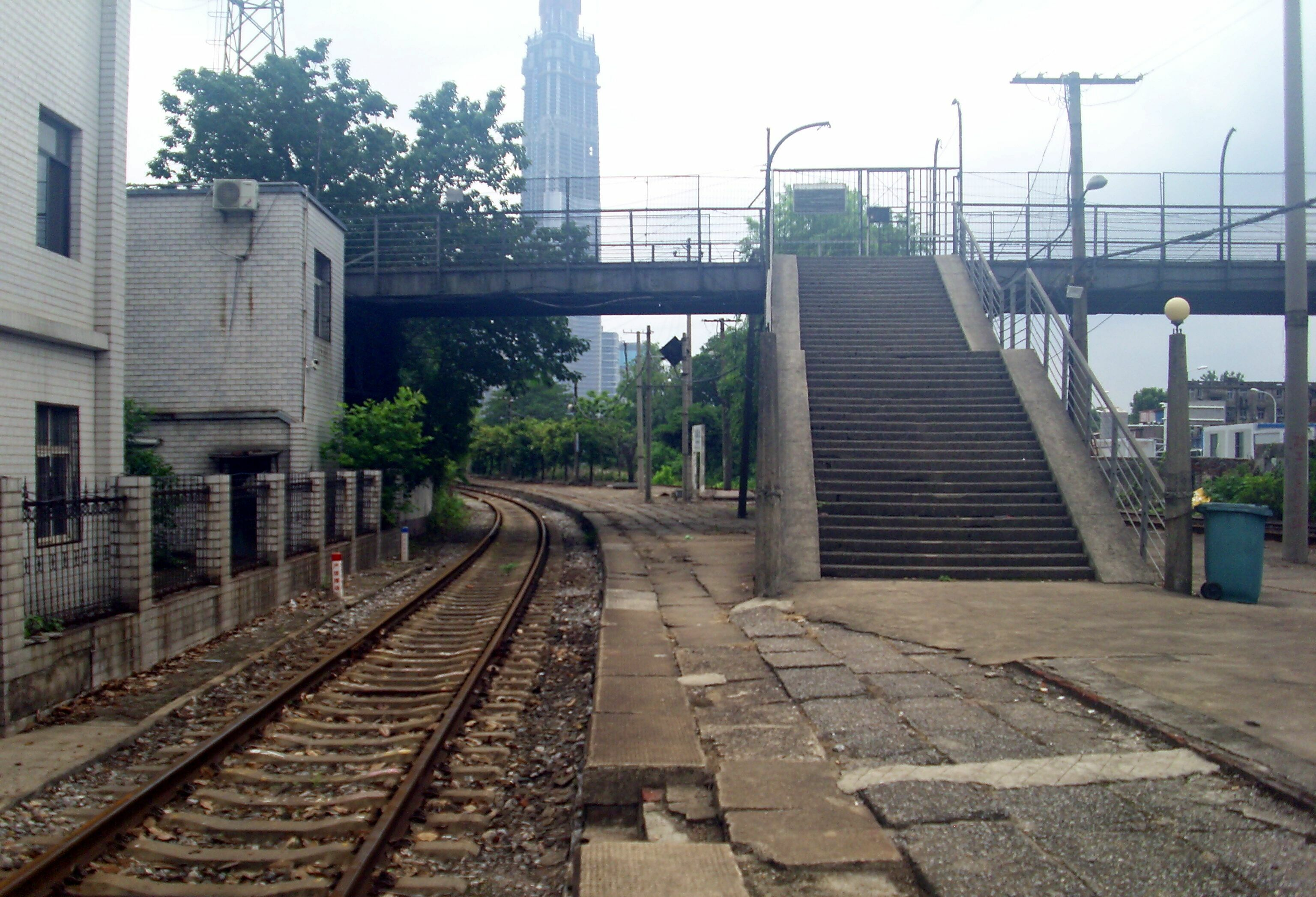
武北客场天桥

2000年10月21日，伴随着中国铁路第三次大提速，提速后的列车不再停靠沿途小站，武昌北站也因此停止了客运业务。但之后数年间，随着铁路客流的逐年增长，武昌站的承载能力已接近饱和。2006年2月，武昌站开始进行扩建改造工程，原车站站房拆除重建，至2007年12月18日方建成，故2007年春运期间，武汉铁路局决定重新启用武昌北站，接发经武九铁路往返上海、温州、福州、汕头、东莞东、深圳等站的临时旅客列车，以缓解武昌站的客流压力。2008年1月20日，武昌站的扩能改造工程竣工，武昌北站就此再次停办除通勤列车外的客运业务。

### 车站废止
早在武汉市总体规划（1996—2020）中，就准备拆除本站至楠栂庙之间的武九线，将铁路正线南移，新设“新武昌北站”。但因战备码头的缘故，当时仍然计划保留本站及本站至沙湖站间的轨道。
但如今看来，北环线的迁建并未成为现实，取而代之的是全线废线。2017年12月29日，武汉市政府与中国铁路武汉局集团有限公司初步签订补偿协议，标志着武九铁路北环线拆除搬迁工作实质性启动。此次搬迁改造计划在2019年底前全面完成，届时本站也将随之拆除。
2018年5月11日0时起，武九铁路武昌南环线、北环线的市郊列车停运，武昌北环铁路和武昌北站也随之停用。
未来武昌北站和武昌北环线将改造为铁路主题公园。

## 营运状况

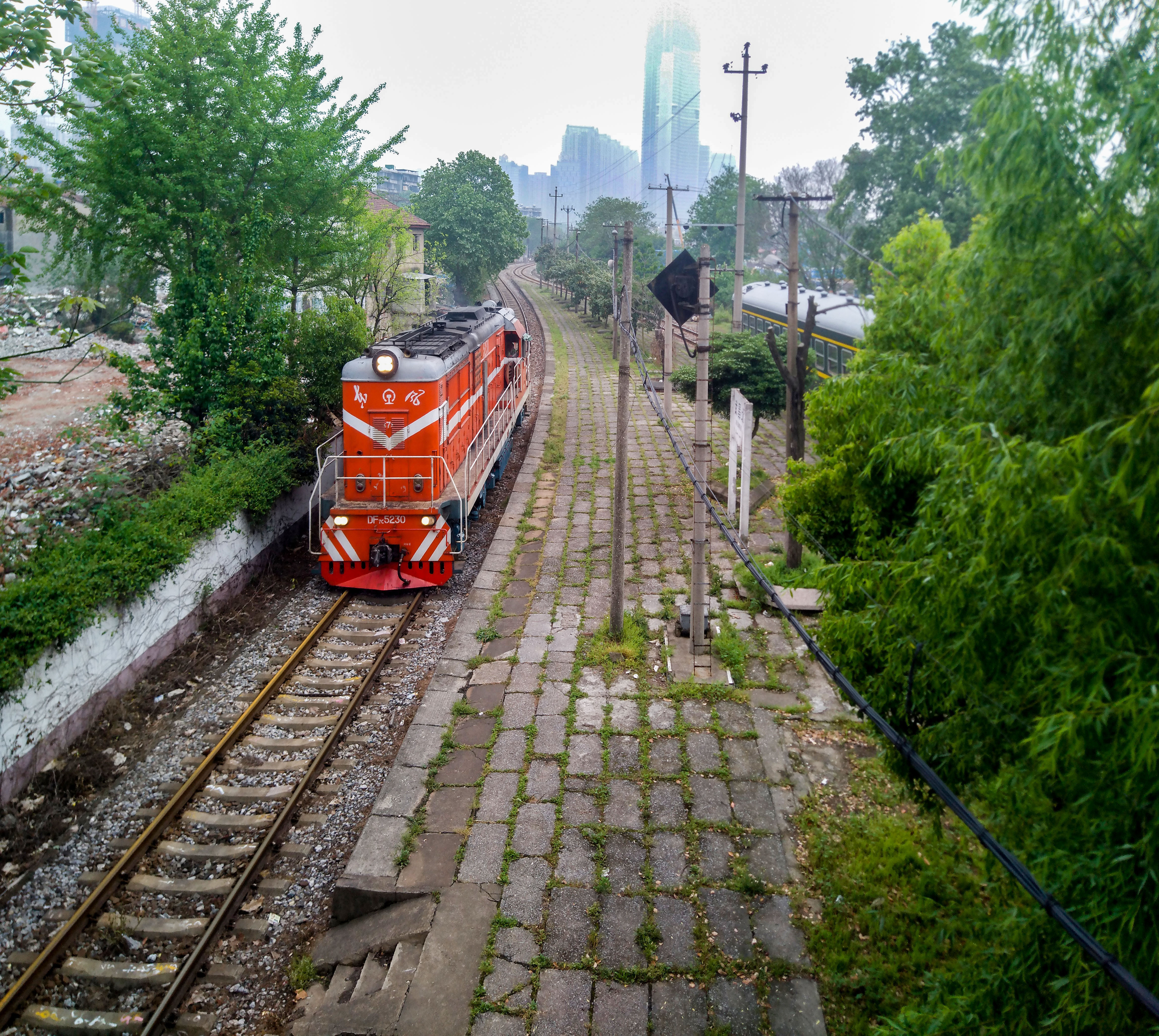
由武昌北客车整备所开往武昌东站的08309次市郊车底回送列车正在武昌北站等待机车换向，远处的高层建筑为建设中的武汉绿地中心

武昌北站曾办理货运和编组业务，整车普通货物无限制，但不办理零散货物快运。车站设有通往中铁工程机械厂、新动力燃料和武汉铁路局武汉物资供应段的专用线。
自2008年后，该站唯一的客运服务是被俗称为“武汉绿皮小火车”的市郊列车（通勤8308/5 8312/1 8304 8309 8310/07 8302/3 8306）。这趟列车来往流芳站（今武汉东站）与何刘站，经过武昌北站与武昌东站，串联起“武昌三区”——青山区、武昌区、和洪山区，除了满足铁路职工的通勤需求外，也是沿线居民的出行方式之一。由于地铁线路和城市的发展，此通勤列车已经与武昌北环铁路一道停运。

## 后续
本站在废止后被拆除，原客场以及编组场靠北侧的股道已经变为临江大道的一部分，而旧编组场仍有数节22型客车以及轨道残留。

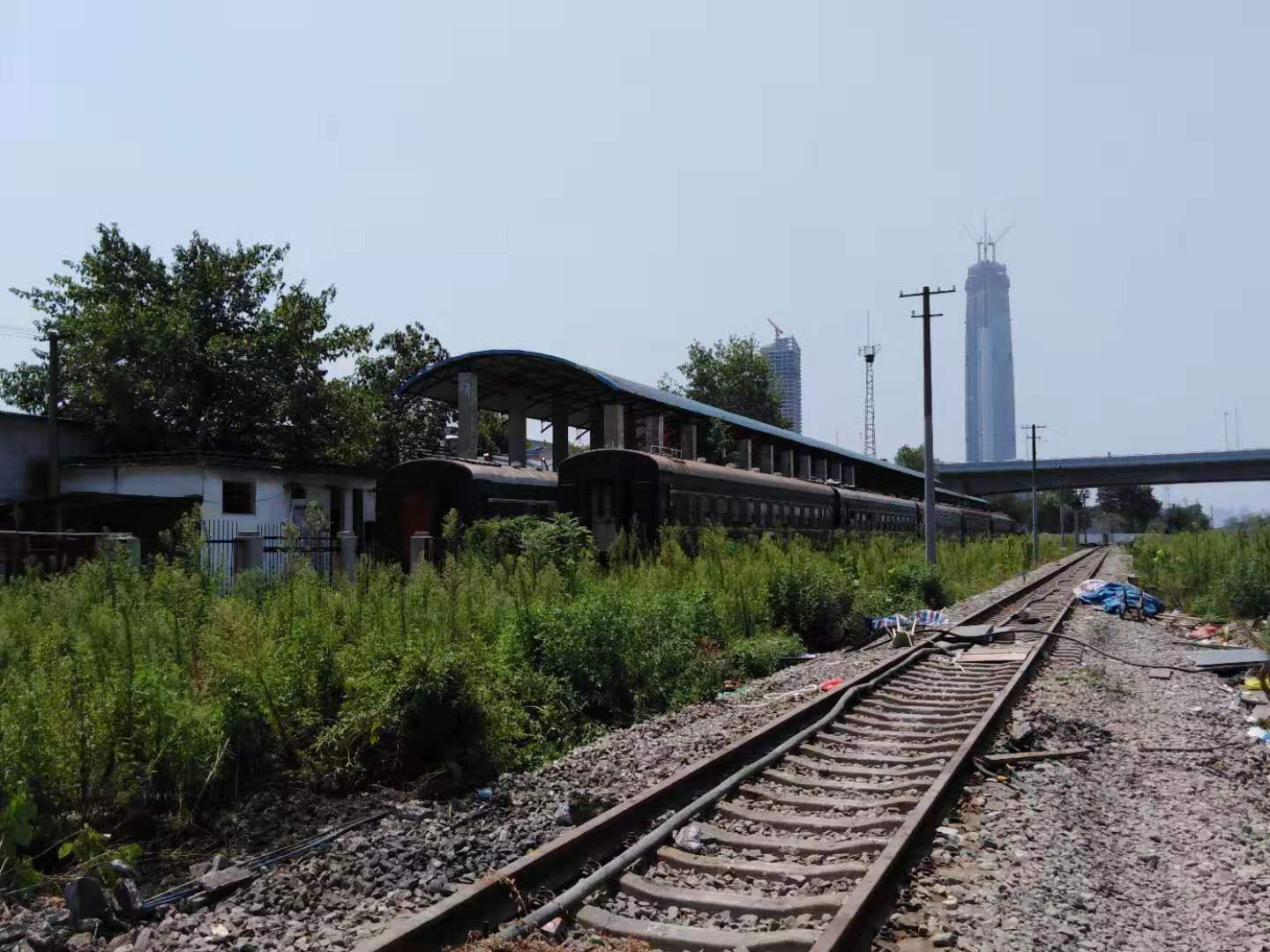
遗留在武昌救援列车车间的车厢（2019年）
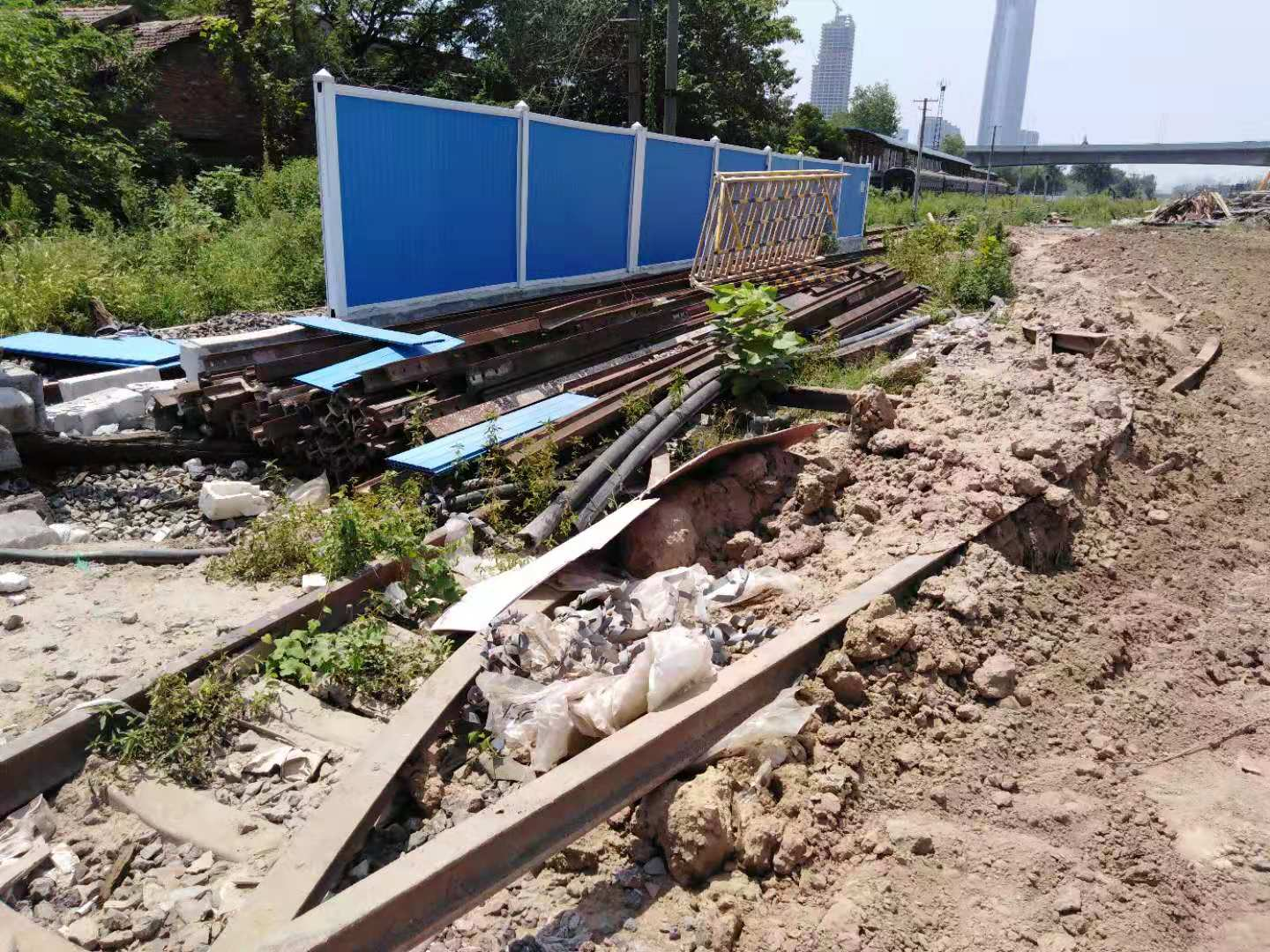
车站附近拆下来的轨道（2019年）
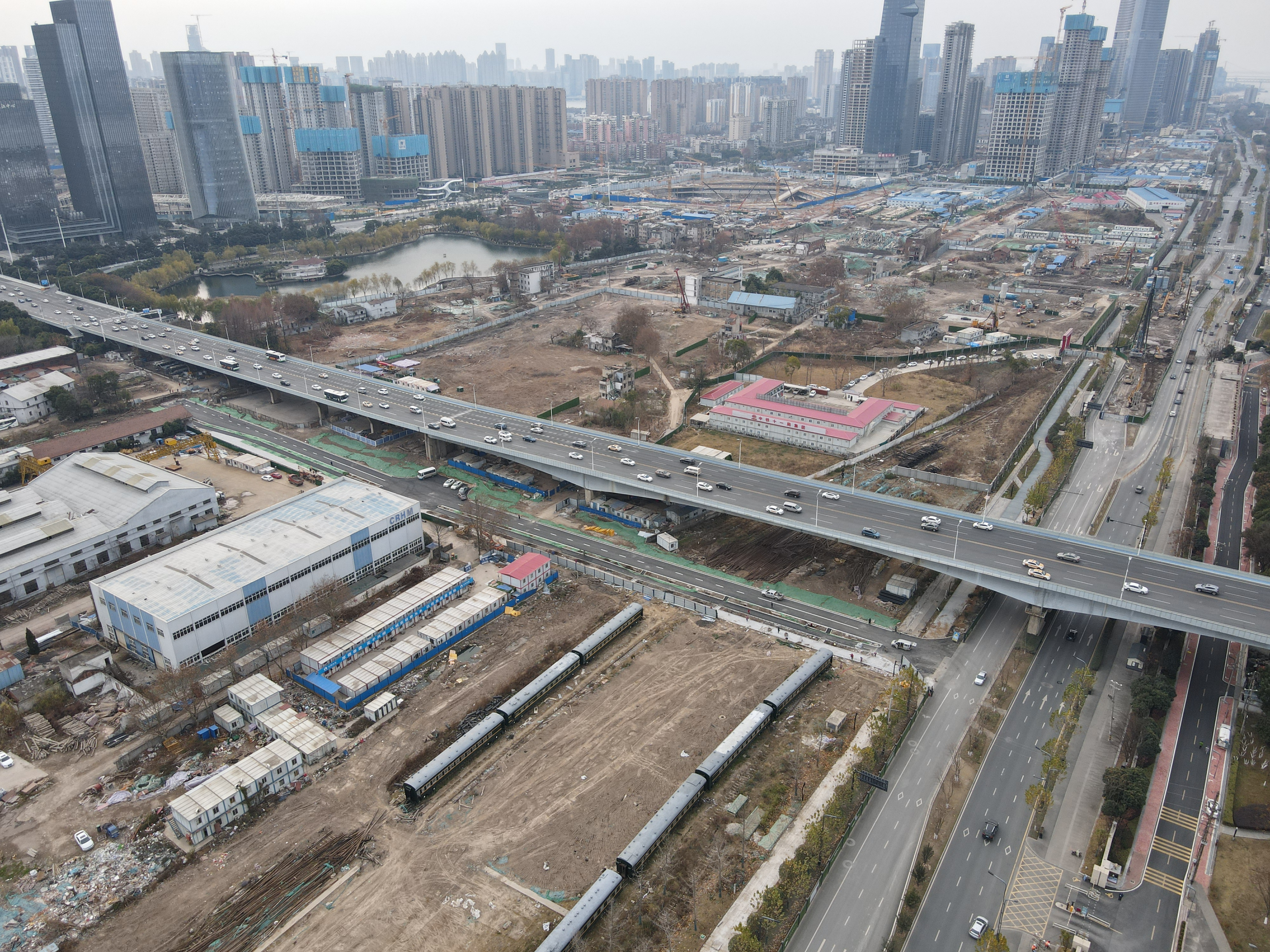
自东北往西南俯瞰的武昌北站及武昌机务段旧址全貌（2021年）
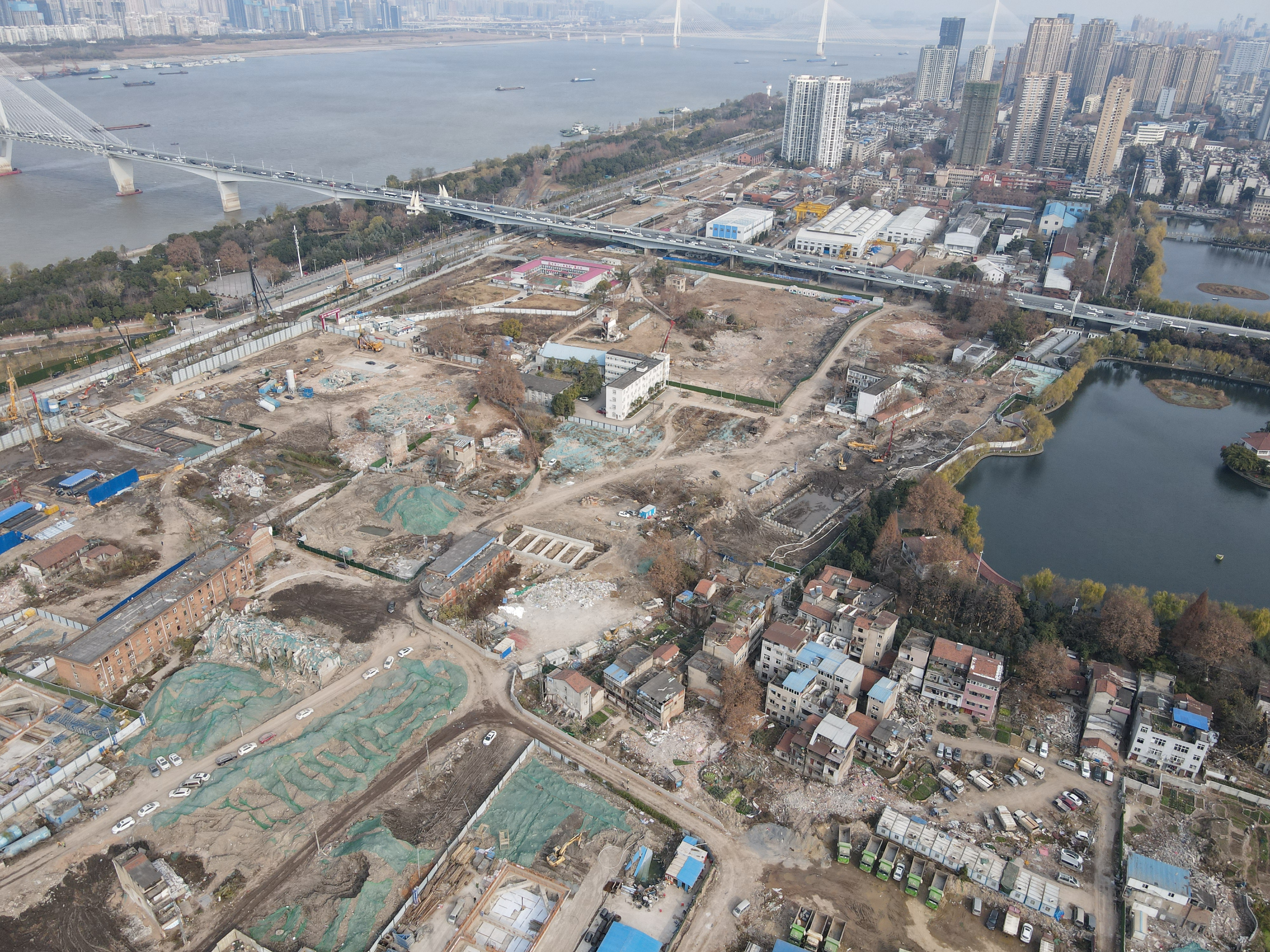
自西南往东北俯瞰的武昌北站及武昌机务段旧址全貌（2021年）
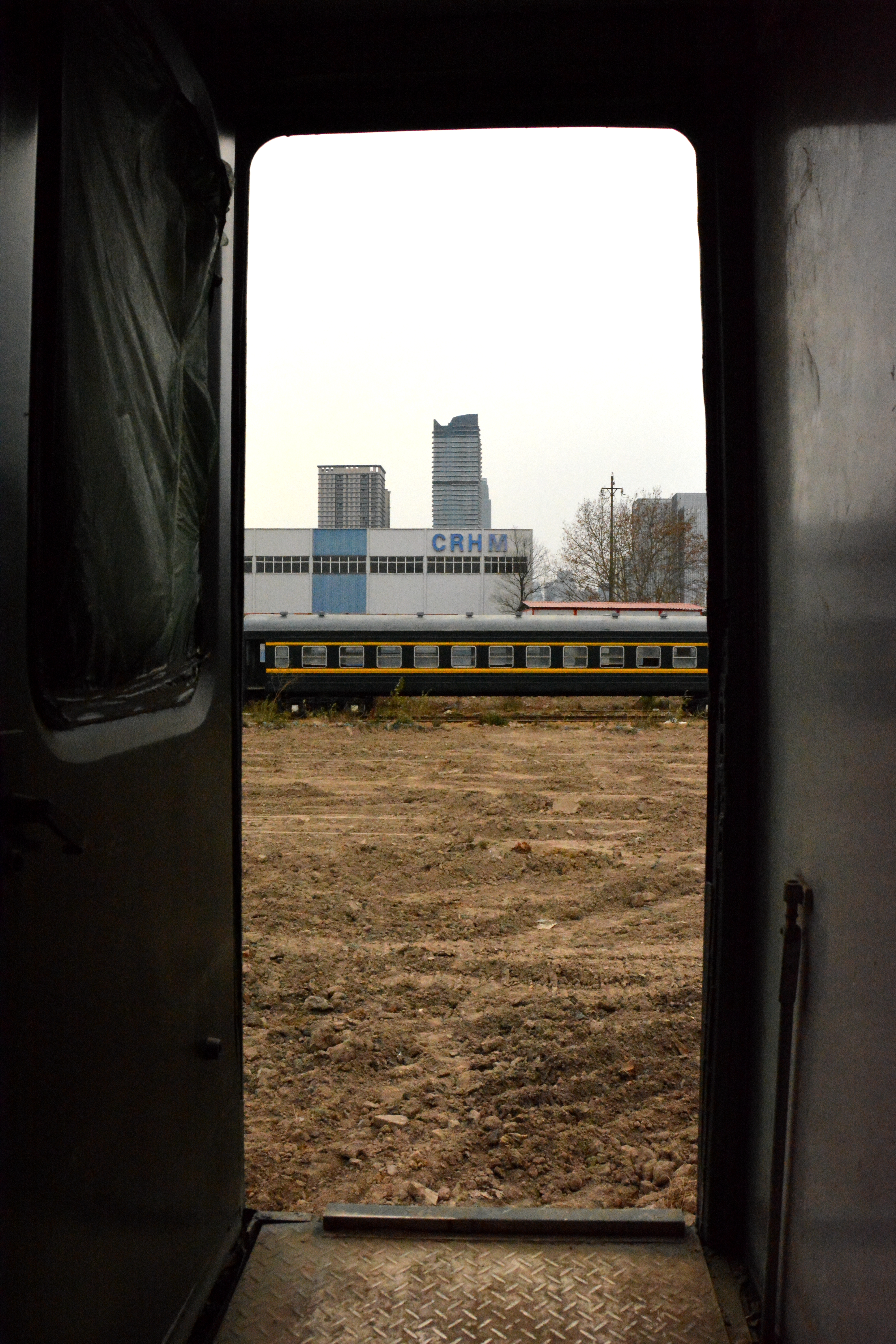
停放在编组场旧址的22型客车（2021年）

截至2023年初，编组场已经有一小部分开放为公园。2023年11月1日，第七届武汉设计双年展在本站及武昌机务段旧址改建的四美塘铁路遗址文化公园举行。

## 配线情况

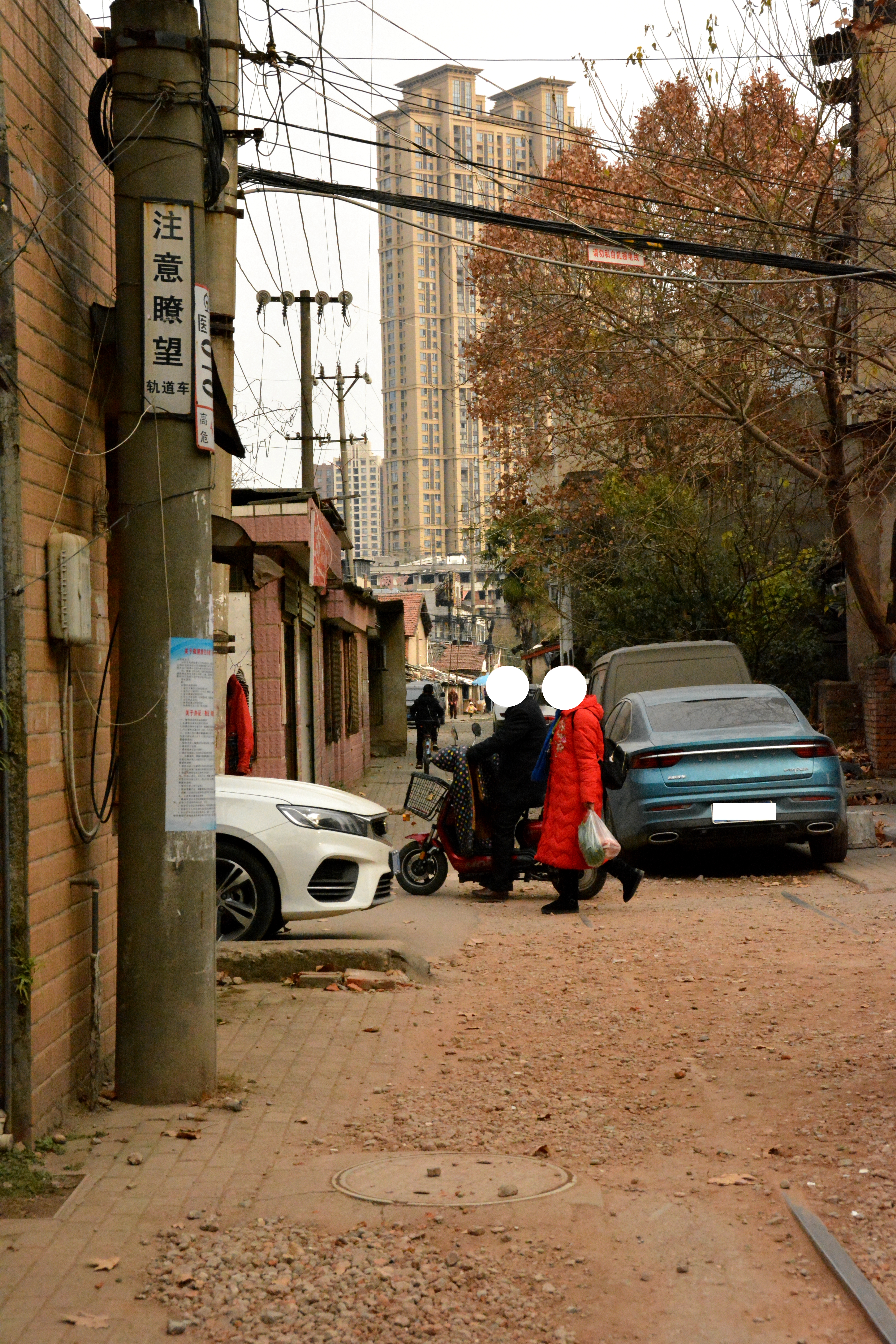
火车与汽车共线的武铁材料厂专线遗址（2021年）

### 专用线情况
说明：本表左三列依据《武汉市志（1840-1985）》中所列专用线情况作成，RDT图及单位对应根据谷歌地球历史卫星影像作成。
|  |  |  |  |  |  |  |  |  |  |

|  |  | A |

|  |  |  |  |  |  |  |  |  |  |

|  |  | B |

|  |  |  |  |  |  | C |

|  |  |  |  |  |  |  |  |  |  |  |  |  |  |

|  | D |  |  |  | E | F |  |  |  |  |  |  |  |

|  |  |  |  |  |  | G |

| H |  |  |  |  |  |  | J | K |  | R |  |

|  |  |  |  |  |  | L |  | S |  |

|  |  |  |  |  |  | M |  | N |  |  |  |

| O |  |  |  |  |  |  |  |  |  |  | P |

|  | Q |

|  |  |  |  |  |  |  |  |  |  |

|  |  |  |  |  |  |  |  |  |  |

|  |  | A |

|  |  |  |  |  |  |  |  |  |  |

|  |  | B |

|  |  |  |  |  |  | C |

|  |  |  |  |  |  |  |  |  |  |  |  |  |  |

|  | D |  |  |  | E | F |  |  |  |  |  |  |  |

|  |  |  |  |  |  | G |

| H |  |  |  |  |  |  | J | K |  | R |  |

|  |  |  |  |  |  | L |  | S |  |

|  |  |  |  |  |  | M |  | N |  |  |  |

| O |  |  |  |  |  |  |  |  |  |  | P |

|  | Q |

|  |  |  |  |  |  |  |  |  |  |

|  |  |  |  |  |  |  |  |  |  |

|  |  | A |

|  |  |  |  |  |  |  |  |  |  |

|  |  | B |

|  |  |  |  |  |  | C |

|  |  |  |  |  |  |  |  |  |  |  |  |  |  |

|  | D |  |  |  | E | F |  |  |  |  |  |  |  |

|  |  |  |  |  |  | G |

| H |  |  |  |  |  |  | J | K |  | R |  |

|  |  |  |  |  |  | L |  | S |  |

|  |  |  |  |  |  | M |  | N |  |  |  |

| O |  |  |  |  |  |  |  |  |  |  | P |

|  | Q |

|  |  |  |  |  |  |  |  |  |  |

|  |  |  |  |  |  |  |  |  |  |

|  |  | A |

|  |  |  |  |  |  |  |  |  |  |

|  |  | B |

|  |  |  |  |  |  | C |

|  |  |  |  |  |  |  |  |  |  |  |  |  |  |

|  | D |  |  |  | E | F |  |  |  |  |  |  |  |

|  |  |  |  |  |  | G |

| H |  |  |  |  |  |  | J | K |  | R |  |

|  |  |  |  |  |  | L |  | S |  |

|  |  |  |  |  |  | M |  | N |  |  |  |

| O |  |  |  |  |  |  |  |  |  |  | P |

|  | Q |

|  |  |  |  |  |  |  |  |  |  |

### 站区配线一览
说明：本图根据《武昌车辆工厂志（1949-1985）》、《武汉市志（1840-1985）》及谷歌地球历史影像作成。

武昌北站及武昌车辆厂配线一览

## 文化相关

### 四美塘铁路遗址文化公园
2023年11月1日，第七届武汉设计双年展在本站及武昌机务段旧址改建的四美塘铁路遗址文化公园举行。

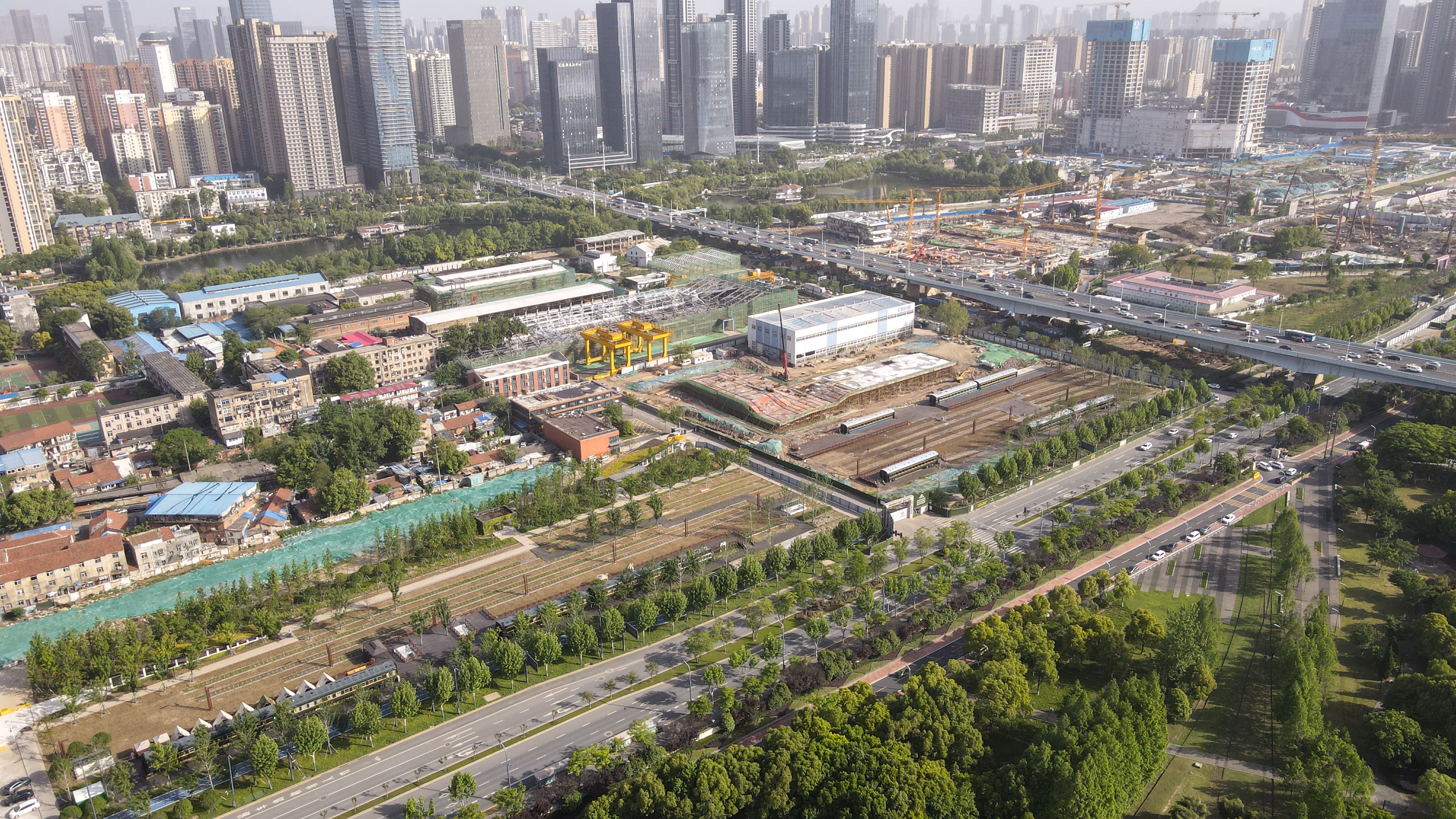
改造的公园已经初见雏形且部分开业（2023年4月）
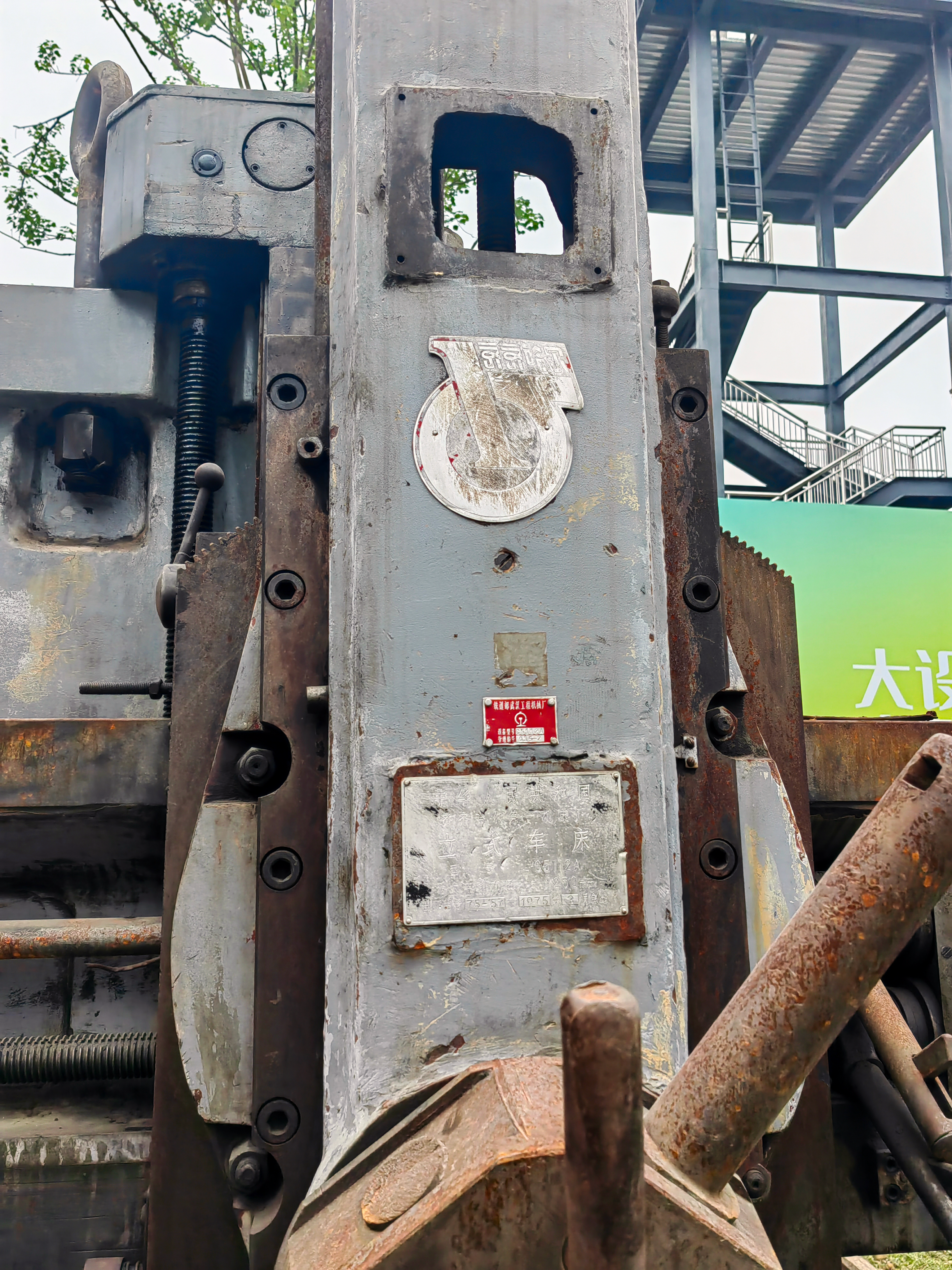
中铁重工区域的废旧机械，由齐齐哈尔第一机床厂制造（2023年10月）
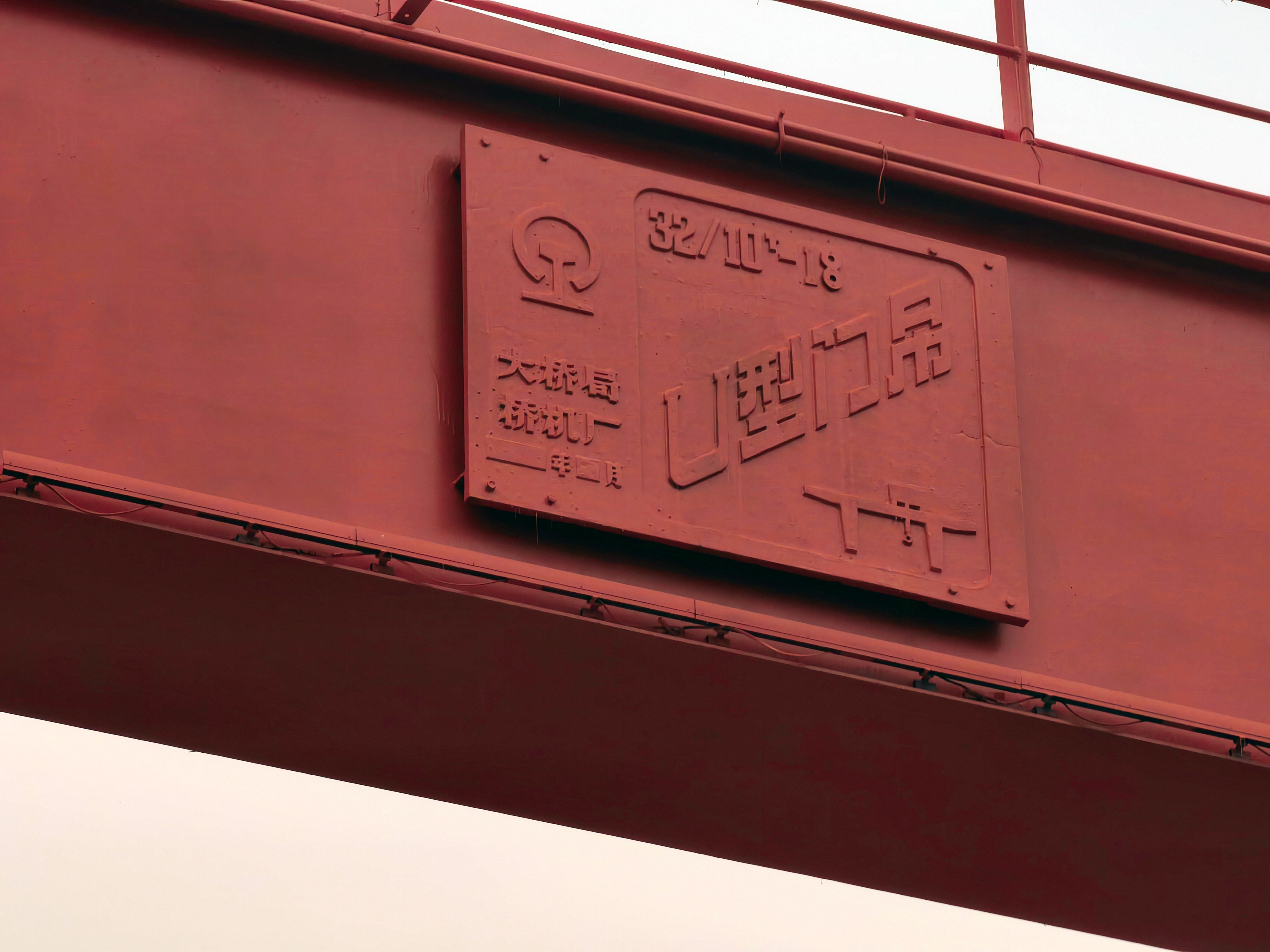
中铁重工区域的龙门吊铭牌（2023年10月）
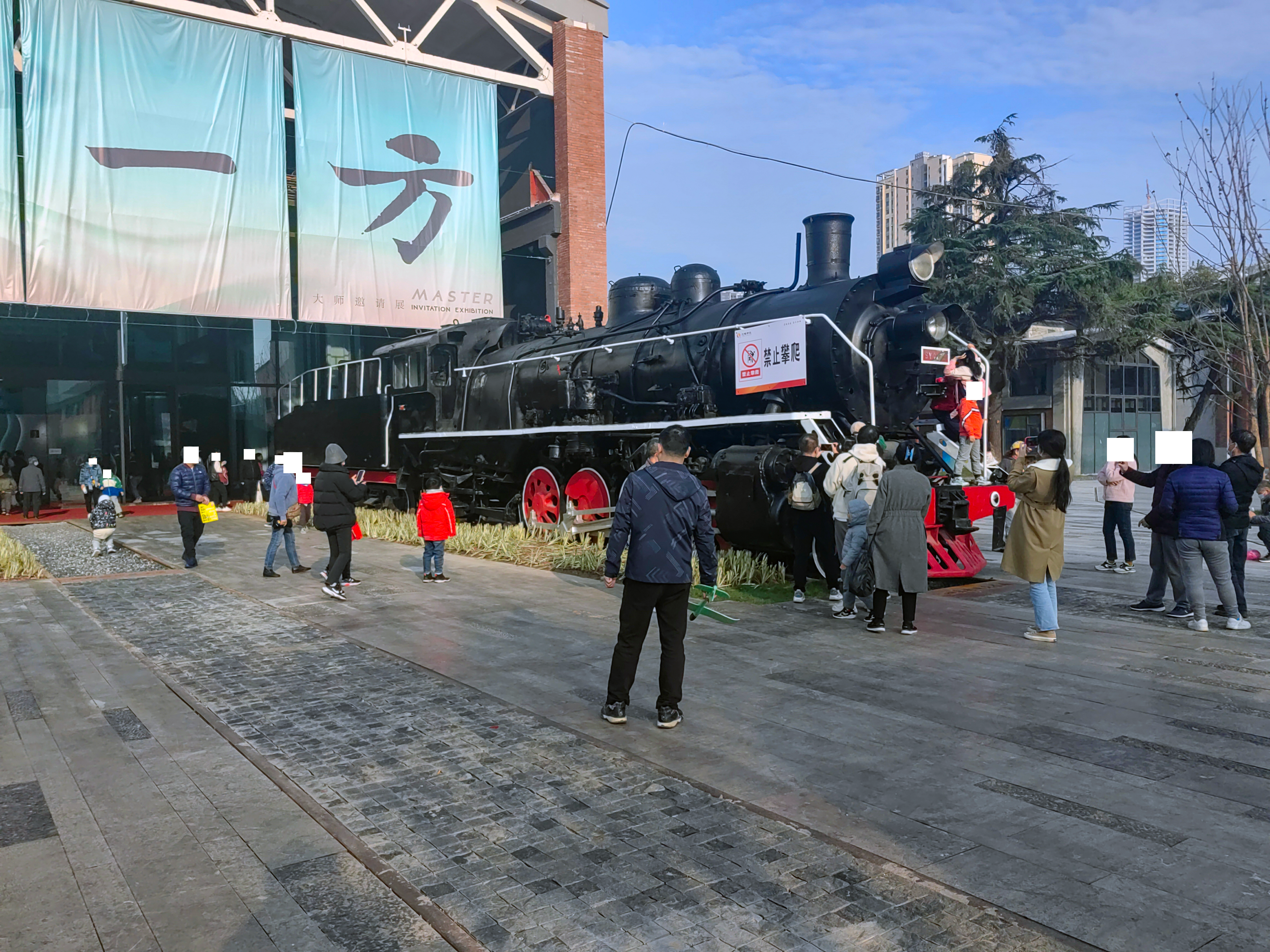
武昌机务段区域的上游型蒸汽机车，风缸铭文显示曾由武昌车辆厂检修（2023年11月）
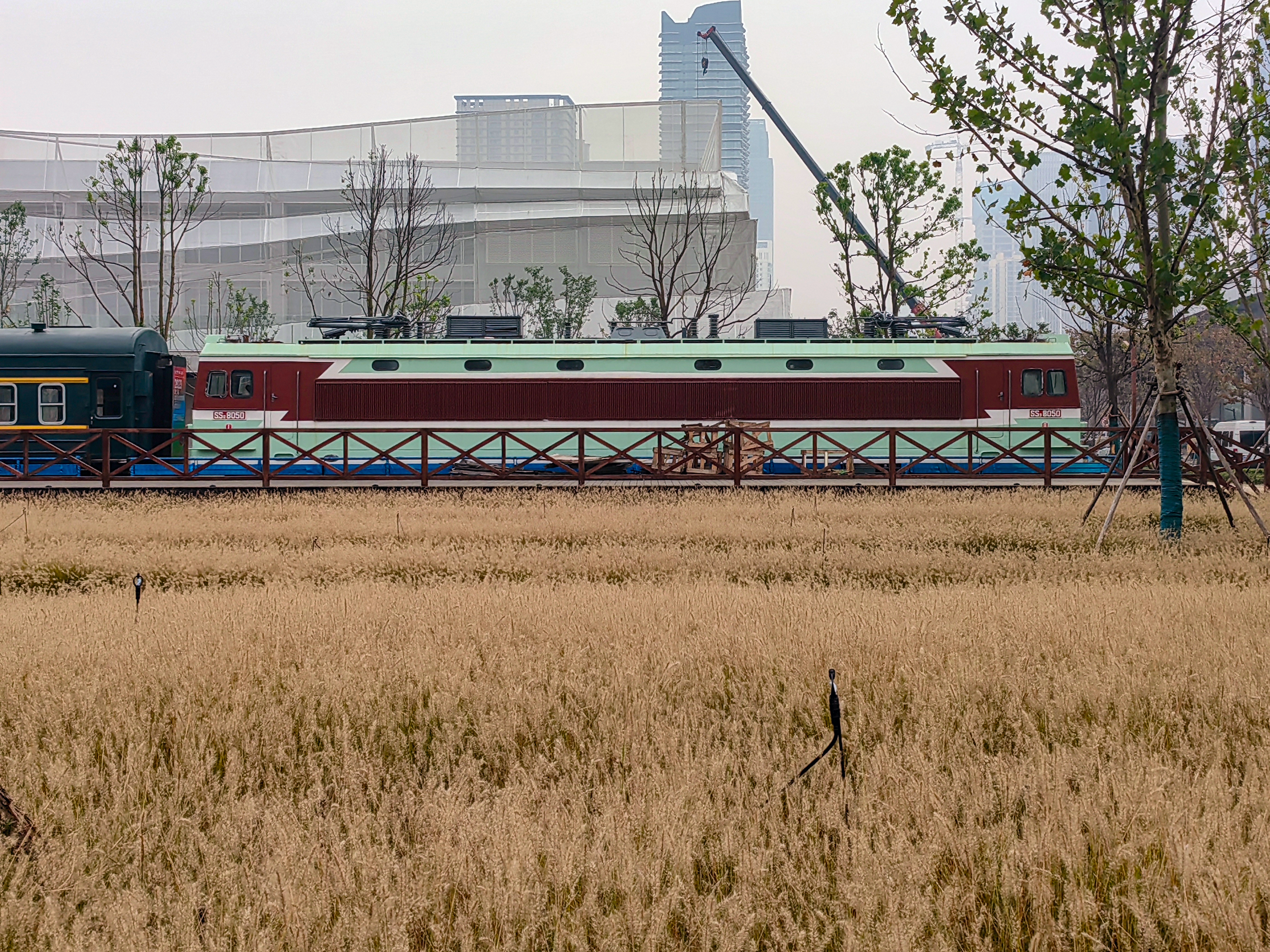
调车场区域的韶山3型电力机车8050号机车，查定曾配属成都局集团重庆机务段。
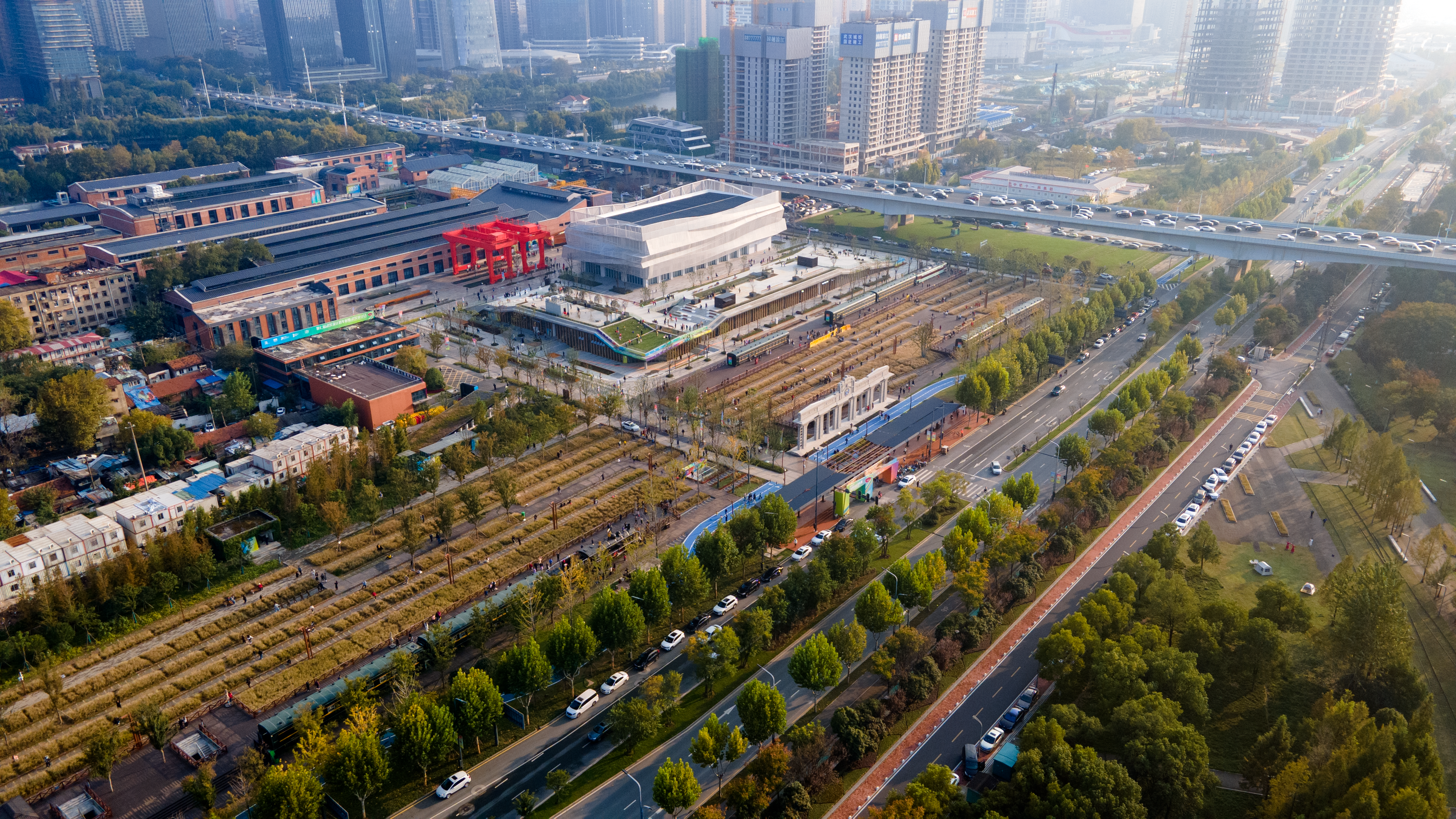
正在举办展览的武昌北站及武昌机务段旧址（2023年11月）
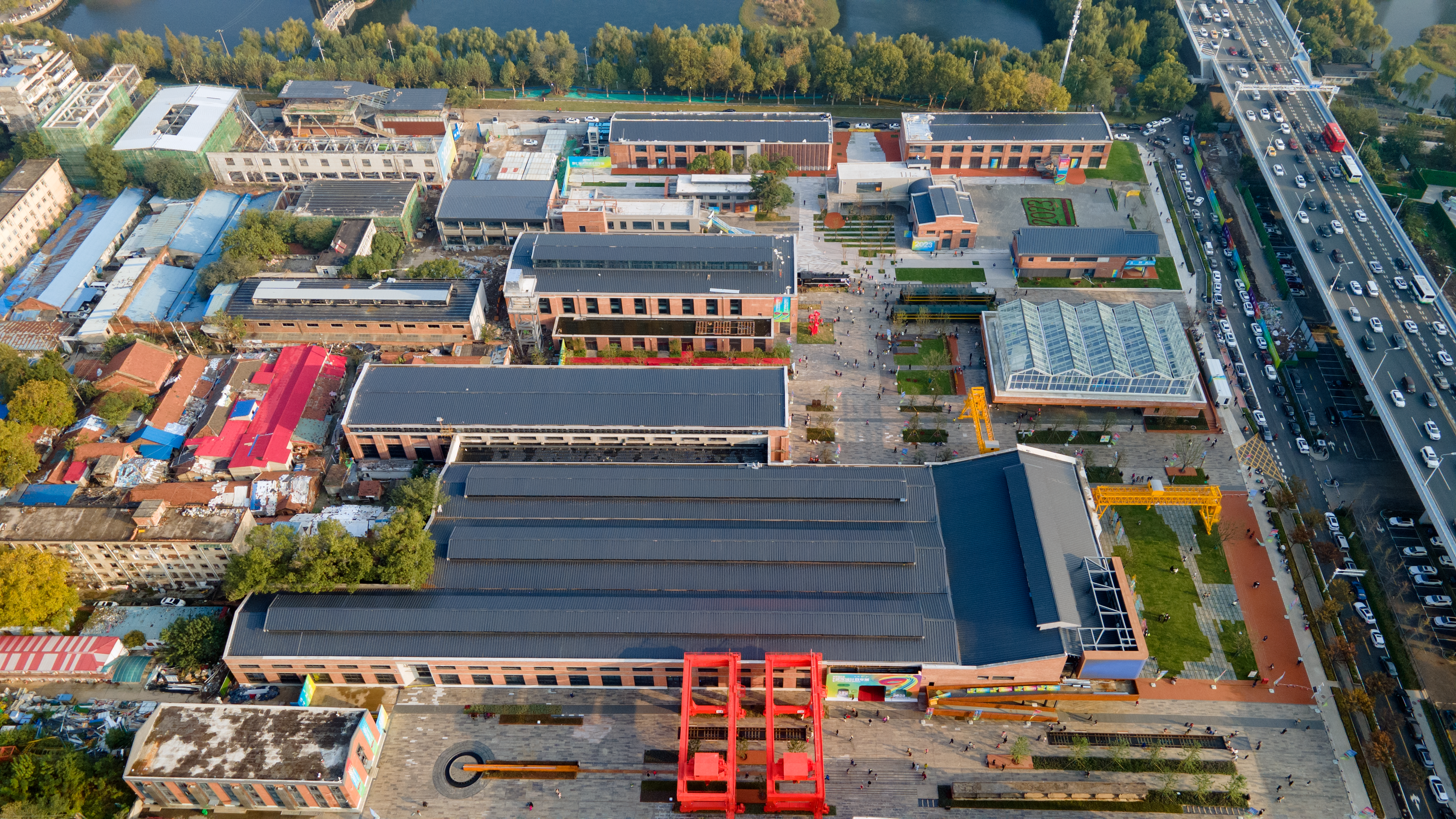
正在举办展览的武昌北站及武昌机务段旧址（2023年11月）
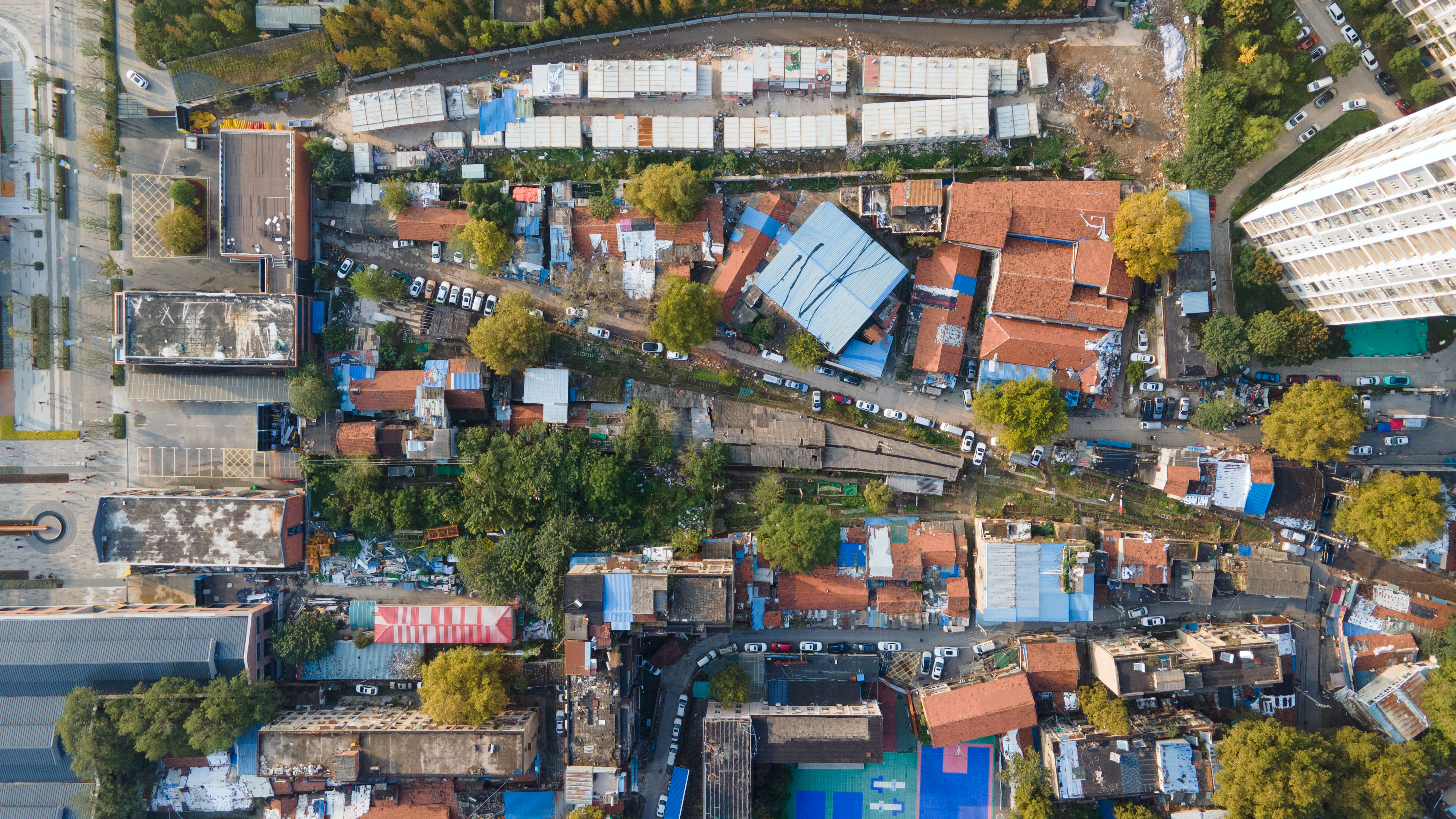
武昌北站工务料库专用线及中铁重工专用线咽喉处遗址（2023年11月）

### 文艺作品
武汉作家方方的小说《桃花灿烂》在改编为同名电影和电视剧时，使用了本站作为拍摄场地。

## 附近交通
- 武汉轨道交通8号线徐家棚站